# Cidaris cidaris
Cidaris cidaris is een zee-egel uit de familie Cidaridae.
De wetenschappelijke naam van de soort werd, als Echinus cidaris, in 1758 gepubliceerd door Carl Linnaeus in de tiende editie van Systema naturae.

## Leefgebied en habitat
De soort wordt aangetroffen in de oostelijke Atlantische Oceaan en de Middellandse Zee, waar ze voorkomt op rotsen en grindbodems in diepe wateren. Het verspreidingsgebied in de Atlantische Oceaan strekt zich uit van Kaapverdië, de Azoren en de Canarische Eilanden in het zuiden tot de Faeröer en Noorwegen in het noorden. De soort komt ook voor op onderzeese bergen op dieptes beneden de 1800 meter.